# Mischocyttarus mamirauae
Mischocyttarus mamirauae är en getingart som beskrevs av Lynn R.G. Raw 1998. Mischocyttarus mamirauae ingår i släktet Mischocyttarus och familjen getingar. Inga underarter finns listade i Catalogue of Life.